# Tuyên Hóa
Tuyên Hóa là một huyện thuộc tỉnh Quảng Bình, Việt Nam.

## Địa lý
Huyện Tuyên Hoá nằm ở phía tây bắc của tỉnh Quảng Bình, có vị trí địa lý:
- Phía đông giáp thị xã Ba Đồn và huyện Quảng Trạch
- Phía tây giáp nước bạn Lào với đường biên giới dài khoảng 8 km
- Phía nam giáp huyện Bố Trạch và huyện Minh Hóa
- Phía bắc giáp huyện Hương Khê, huyện Cẩm Xuyên và huyện Kỳ Anh thuộc tỉnh Hà Tĩnh.

Huyện Tuyên Hóa có diện tích 1.129 km², dân số năm 2019 là 77.754 người, mật độ dân số đạt 69 người/km². Dân tộc chủ yếu: Kinh, Chứt.
Diện tích tự nhiên 1.149,41 km², chiếm 1/7 diện tích tỉnh Quảng Bình, trong đó, đất nông nghiệp chỉ có 5.082.21 ha chiếm 4,42%;,đất lâm nghiệp là 84.32,78 ha, chiếm 73,38%, đất chưa sử dụng và sông suối là 23.472,13 ha chiếm 20,44% còn lại là 580,17 ha đất ở và 1.478,72 ha đất chuyên dùng. Huyện có 21,5% dân số theo đạo Thiên Chúa.

## Hành chính
Huyện Tuyên Hóa có 19 đơn vị hành chính cấp xã trực thuộc, bao gồm thị trấn Đồng Lê (huyện lỵ) và 18 xã: Cao Quảng, Châu Hóa, Đồng Hóa, Đức Hóa, Hương Hóa, Kim Hóa, Lâm Hóa, Lê Hóa, Mai Hóa, Ngư Hóa, Phong Hóa, Sơn Hóa, Tiến Hóa, Thạch Hóa, Thanh Hóa, Thanh Thạch, Thuận Hóa, Văn Hóa.

## Lịch sử
Tuyên Hóa là nơi sinh sống lâu đời của người Việt cổ xưa. Tại hang Minh Cầm, làng Minh Cầm, xã Phong Hóa, huyện Tuyên Hóa vào năm 1922, nhà khảo cổ học E.Patte phát hiện và khai quật di chỉ thuộc dạng mộ táng, niên đại trên dưới 5.000 năm cách ngày nay.
Trước đây trung tâm hành chính huyện đặt tai Động Hương (xã Phong Hóa). Trong những năm tháng chiến tranh chống Mỹ, Đế quốc Mỹ đã ném bom ác liệt bến phà Minh Cầm - Phong Hóa. Các cơ quan huyện phải sơ tán sang vùng Liên Sơn - Mai Hóa.
Sau năm 1975, huyện Tuyên Hóa thuộc tỉnh Bình Trị Thiên, gồm 19 xã: Cảnh Hóa, Cao Hóa, Châu Hóa, Đồng Hóa, Đức Hóa, Hương Hóa, Kim Hóa, Lâm Hóa, Lê Hóa, Mai Hóa, Ngư Hóa, Phong Hóa, Phù Hóa, Quảng Hóa, Thạch Hóa, Thanh Hóa, Thuận Hóa, Tiến Hóa và Văn Hóa.
Ngày 11 tháng 3 năm 1977, sáp nhập toàn bộ diện tích và dân số của huyện Minh Hóa vào huyện Tuyên Hóa, đồng thời sáp nhập 9 xã: Văn Hóa, Phù Hóa, Cảnh Hóa, Tiến Hóa, Mai Hóa, Châu Hóa, Ngư Hóa, Cao Hóa và Quảng Hóa thuộc huyện Tuyên Hóa về huyện Quảng Trạch quản lý. Huyện Tuyên Hóa có 24 xã: Dân Hóa, Đồng Hóa, Đức Hóa, Hóa Hợp, Hóa Phúc, Hóa Sơn, Hóa Thanh, Hóa Tiến, Hồng Hóa, Hương Hóa, Kim Hóa, Lâm Hóa, Lê Hóa, Minh Hóa, Phong Hóa, Quy Hóa, Tân Hóa, Thạch Hóa, Thanh Hóa, Thuận Hóa, Thượng Hóa, Trung Hóa, Xuân Hóa và Yên Hóa.
Năm 1990, chuyển 6 xã: Văn Hóa, Tiến Hóa, Mai Hóa, Châu Hóa, Ngư Hóa và Cao Quảng thuộc huyện Quảng Trạch về huyện Tuyên Hóa quản lý.
Ngày 30 tháng 6 năm 1989, huyện Tuyên Hóa thuộc tỉnh Quảng Bình vừa được tái lập.
Ngày 1 tháng 6 năm 1990, tái lập huyện Minh Hóa trên cơ sở một phần diện tích và dân số của huyện Tuyên Hóa. Huyện Tuyên Hóa còn lại 16 xã, huyện lỵ đặt tại xã Lê Hóa.
Ngày 28 tháng 4 năm 1999, Chính phủ ban hành Nghị định 30/1999/NĐ-CP. Theo đó:
- Thành lập thị trấn Đồng Lê (thị trấn huyện lỵ huyện Tuyên Hoá) trên cơ sở 1.072 ha diện tích tự nhiên và 6.186 nhân khẩu của xã Lê Hóa.
- Thành lập xã Sơn Hóa trên cơ sở 1.350 ha diện tích tự nhiên và 1.661 nhân khẩu của xã Lê Hoá; 1.652 ha diện tích tự nhiên và 1.311 nhân khẩu của xã Đồng Hóa.

Ngày 21 tháng 4 năm 2003, Chính phủ ban hành Nghị định 40/2003/NĐ-CP. Theo đó: 
- Thành lập xã Thanh Thạch trên cơ sở 3.200 ha diện tích tự nhiên và 2.576 nhân khẩu của xã Thanh Hóa.
- Thành lập xã Nam Hóa trên cơ sở 2.365 ha diện tích tự nhiên và 2.320 nhân khẩu của xã Thạch Hóa.

Ngày 1 tháng 2 năm 2020, sáp nhập xã Nam Hóa trở lại xã Thạch Hóa.
Huyện Tuyên Hóa có 1 thị trấn và 18 xã như hiện nay.

## Kinh tế - xã hội
Lâm nghiệp (khai thác lâm sản, làm đồ gỗ), nông nghiệp (trồng: lúa, lạc, ngô, thuốc lá, cây ăn quả; chăn nuôi: bò, trâu, dê, ong mật), công nghiệp khai thác.

### Giáo dục
Huyện Tuyên Hóa hiện nay có các trường Trung học Phổ thông:
- Trường THPT Lê Trực: Xã Tiến Hóa
- Trường THPT Phan Bội Châu: Xã Phong Hóa
- Trường THPT Tuyên Hóa: Thị trấn Đồng Lê
- Trường THCS & THPT Bắc Sơn: Xã Thanh Hóa.

Mỗi xã thường có 1 trường THCS và 1 trường TH.

## Giao thông
Huyện có quốc lộ 12A, đường Hồ Chí Minh, đường 12C (xuyên Á), đường sắt Thống Nhất chạy qua.

## Danh nhân
Lê Trực: quê làng Thanh Thủy, phủ Quảng Trạch (nay là xã Tiến Hóa, huyện Tuyên Hóa, tỉnh Quảng Bình) đỗ tạo sĩ (tam giáp tiến sĩ võ), nguyên là lãnh binh Hà Nội, khi tướng giặc Ri-vi-e hạ thành, Tổng đốc Hoàng Diệu tự tử, ông bị triều đình cách chức, sau được Tôn Thất Thuyết phục chức. Lúc ông khởi nghĩa quân, có hai người con gái đã lớn, vợ và con đều tham gia nghĩa quân, phu nhân Lê Trực phụ trách sản xuất quân lương. Khi có Chiếu Cần Vương, quan lại các tỉnh mộ quân lính đưa đến Tân Sở (Quảng Trị); Tôn Thất Nam, Án Sát Quảng Trị đưa đến 200 quân; Võ Trọng Bình, Tổng đốc hưu trí ở Hòa Luật (Lệ Thủy, Quảng Bình) cũng đưa đến 200 quân; Thân hào 3 huyện Tuyên Hóa, Quảng Trạch, Bố Trạch cử Nguyễn Phạm Tuân làm chủ kéo cờ Cần Vương khởi nghĩa.